# Nina Hart
Nina Annette Hart Hansen, född 2 september 1948 i Köpenhamn, är en dansk textilkonstnär, textilformgivare och bildkonstnär. Hon arbetar med en rad olika format som fotografi, bilder, skulptur och installationer och kombinerar ofta olika uttryckssätt med sitt textila konstnärskap, där hon arbetar med material som linne och silke. År 2002 erhöll Hart The Nordic Award in Textiles. 

## Biografi
Nina Hart föddes i Köpenhamn år 1948. Hon examinerades från Holbæk konsthögskola 1979 och studerade efter det både textilformgivning och kläddesign vid Skolen for Brugskunst (numera kallad Kunstakademiets Designskole) under åren 1980 till 1986. Efter detta börjar Hart arbeta med utgångspunkt från sin egen verkstad, men hon verkar också som en del av textilgruppen Atelier 5 1/2. 
Genom åren har Hart gjort modedesign för märken som Georg Jensen, Royal Copenhagen, Inwear, Matinique och museibutiken i Glyptoteket i Köpenhamn. År 2002 blev hon den tredje personen att motta Nordiska textilpriset. Juryns motiveringen löd: ”Nina Hart besitter en stark konstnärlig känsla, där hon experimenterar och skulpterar med olika textila material. Hon har en stark lust att vidga ramarna för sitt textila uttryckssätt och arbetar även med foto. Relationen mellan design och skulptur visar hon i sitt projekt, där jordfärger från bomullsfibrer och bananväxter tar rummet i anspråk.”

## Utställningar (urval)[1][4]

### Separatutställningar
- Galleri over Klaveret (1989) – Café Store Strandstræde, Köpenhamn

### Samlingsutställningar
- Grupputställning med Kunsthåndværkerprisen af 1879 (1987) – Kunstindustrimuseet (numera Designmuseum Danmark), Köpenhamn
- Grupputställning på Musée des Arts Décoratifs (1987) – Musée des Arts Décoratifs, Paris

- Design-Kunsthandværk eller Industri (1990) – Den Frie, Köpenhamn
- Zoner (1991) – med Atelier 5 1/2, Overgaden, Köpenhamn
- Utställning på 3rd International Textile Competition (1992), Kyoto, Japan
- Timeslice (1994) – med Atelier 5 1/2, Rundetårn, Köpenhamn

## Priser och utmärkelser (urval)
- 1987 – Kunsthåndværkerprisen af 1879, silver[4]
- 2002 – The Nordic Award in Textiles